# Танго-Мару (2046)
Танго-Мару (2046) — корабель, який під час Другої світової війни брав участь у операціях японських збройних сил на Тихому океані.
Судно спорудили як SS Talang Akar в 1926 році на верфі Furness Shipbuilding у Мідлсбро для нідерландської компанії N.V. Nederlandsche Koloniale Petroleum Maatschappij.
1 березня 1942-го японці висадили десанти на острові Ява, а 2 березня голландці затопили SS Talang Akar, який перебував у Батавії (наразі Джакарта). Втім, того ж року танкер підняли японці й відправили на ремонт. Власником визначили державну Teikoku Senpaku Kaisha, при цьому судно одразу реквізували для потреб Імперського флоту Японії.
3 листопада 1943-го «Танго-Мару» прибув з Сурабаї (головна база та судноремонтний центр на сході острова Ява) до Балікпапану (центр нафтової промисловості на східному узбережжі острова Борнео), де прийняв вантаж нафти.
7 листопада 1943-го судно вийшло з Балікпапану в рейс до порту Давао (південне узбережжя філіппінського острова Мінданао). Ближче до вечора 8 листопада у північній частині Макассарської протоки (незадовго до виходу в море Сулавесі) по «Танго-Мару», який ішов у супроводі допоміжного мисливця за підводними човнами CHa-41, випустив три торпеди американський підводний човен USS Rasher. Дві торпеди влучили в танкер, при цьому вибухнула лише одна. Втім, цього виявилось достатньо, щоб потопити судно, разом з яким загинуло 6 членів екіпажу та 2 пасажири.